# Émile Salomon (1888-1945)
Pour les articles homonymes, voir Émile Salomon et Salomon.
Émile Salomon, né le 1er mai 1888 à Écotay (Loire) et mort le 10 mars 1945 à Lyon, est un historien et archiviste français.

## Biographie
Né dans une famille Alsacienne, il est le fils de Xavier Salomon.
Il fait ses  études aux Maristes à Lyon.
Membre de La Diana (Société historique et archéologique du Forez) à partir de 1919, il devient directeur du conseil des héraldistes de France et directeur de la Nouvelle revue héraldique de France.
Il a écrit de très nombreux articles généalogiques ou archéologiques dans les journaux et revues et a publié des ouvrages importants notamment les Châteaux historiques du Forez en trois volumes richement illustrés par Gaston de Jourda de Vaux.
Émile Salomon était marié et avait un fils.

## Sociétés[1]
- La Diana,
- Directeur du Conseil des Héraldistes de France,
- Directeur de la Nouvelle revue héraldique de France.

## Publications

### Ouvrages
- Les Châteaux historiques (manoirs, maisons-fortes, gentilhommières, anciens fiefs) du Lyonnais et du Beaujolais (département du Rhône), Lyon, Édition de la Nouvelle revue héraldique, 1936.
- Etude historique sur la Baronnie d'Ecotay (1908).
- La Nouvelle revue héraldique (1917-1947).
- Une famille du Lyonnais. Les Rambaud (1910).
- Le Château de Solillant en Forez (1912).
- Généalogie de la Maison de France : les princes d'Orléans et leur ordre de succession au trône (1924)